# Notholaena aschenborniana
Notholaena aschenborniana är en kantbräkenväxtart som beskrevs av Kl. Notholaena aschenborniana ingår i släktet Notholaena och familjen Pteridaceae. Inga underarter finns listade.